# Провинциальная великая ложа
Провинциальные великие ложи являются административными подразделениями великой ложи. Под юрисдикцию Объединенной великой ложи Англии (ОВЛА) они являются региональными руководящими органами масонства в Англии, Уэльсе, Острова Мэн и Нормандских островов.
В настоящее время, ОВЛА управляет 47 провинциальными великими ложами, чьи границы в значительной степени соответствуют историческим границам графств в Англии. Каждую провинциальную великую ложу возглавляет провинциальный великий мастер.

## Провинциальные великие ложи ОВЛА
- Бедфордшир; инсталлирована в 1885 году[3]
- Беркшир; инсталлирована в 1773 году[4][5]
- Бристоль[6]
- Бакингемшир; инсталлирована в 1890 году[7]
- Кембриджшир; инсталлирована в 1796 году[8]
- Чешир; инсталлирована в 1725 году[9][10]
- Корнуолл[11]
- Камберленд и Вестморленд; инсталлирована в 1860 году[12]
- Дербишир; инсталлирована в 1826 году[13]
- Девондшир; инсталлирована в 1775 году[14]
- Дорсет; инсталлирована в 1780 году[15]
- Дархэм; инсталлирована в 1788 году[16]
- Эссекс[17]
- Глочестершир[18]
- Гуэрнси и Элдерни; инсталлирована в 1753 году
- Хэмпшир и остров Уайт; инсталлирована в 1767 году[19]
- Херефордшир[20]
- Хёртфоршир[21]
- Остров Мэн; инсталлирована в 1886 году[22]
- Джерси; инсталлирована в 1753 году[23]
- Восточный Кент; инсталлирована в 1973 году[24]
- Западный Кент; инсталлирована в 1973 году[25]
- Западный Ланкашир; инсталлирована в 1960 году[26]
- Восточный Ланкашир; инсталлирована в 1960 году[27]
- Лестершир и Ратленд[28]
- Линкольншир; инсталлирована в 1782 году[29]
- Лондон
- Нордхэмптоншир; инсталлирована в 1840 году[30]
- Норфолк[31]
- Нортхэмптоншир и Хантингдоншир; инсталлирована в 1798 году[32]
- Нортамберленд; инсталлирована в 1734 году[33]
- Нотингэмпшир[34]
- Оксфордшир; инсталлирована в 1717 году[35]
- Шропсшир[36]
- Сомерсет
- Стаффордшир; инсталлирована в 1791 году[37]
- Саффолк; инсталлирована в 1772 году[38]
- Суррей; инсталлирована в 1837 году[39]
- Сассекс[40]
- Северный Уэльс; инсталлирована в 1727 году[41]
- Южный Уэльс[42]
- Западный Уэльс[43]
- Уорвикшир; инсталлирована в 1728 году[44]
- Уилтсшир; инсталлирована в 1775 году[45]
- Уорчестершир; инсталлирована в 1847 году
- Йоркшир, Северный и Восточный Ридинги; инсталлирована в 1817 году[46]
- Йоркшир, Западный Ридинг; инсталлирована в 1817 году[47]